# Edwardsiana lanternae
Edwardsiana lanternae är en insektsart som först beskrevs av Wagner 1937.  Edwardsiana lanternae ingår i släktet Edwardsiana, och familjen dvärgstritar. Arten är reproducerande i Sverige.